# Weinsheim (bei Bad Kreuznach)

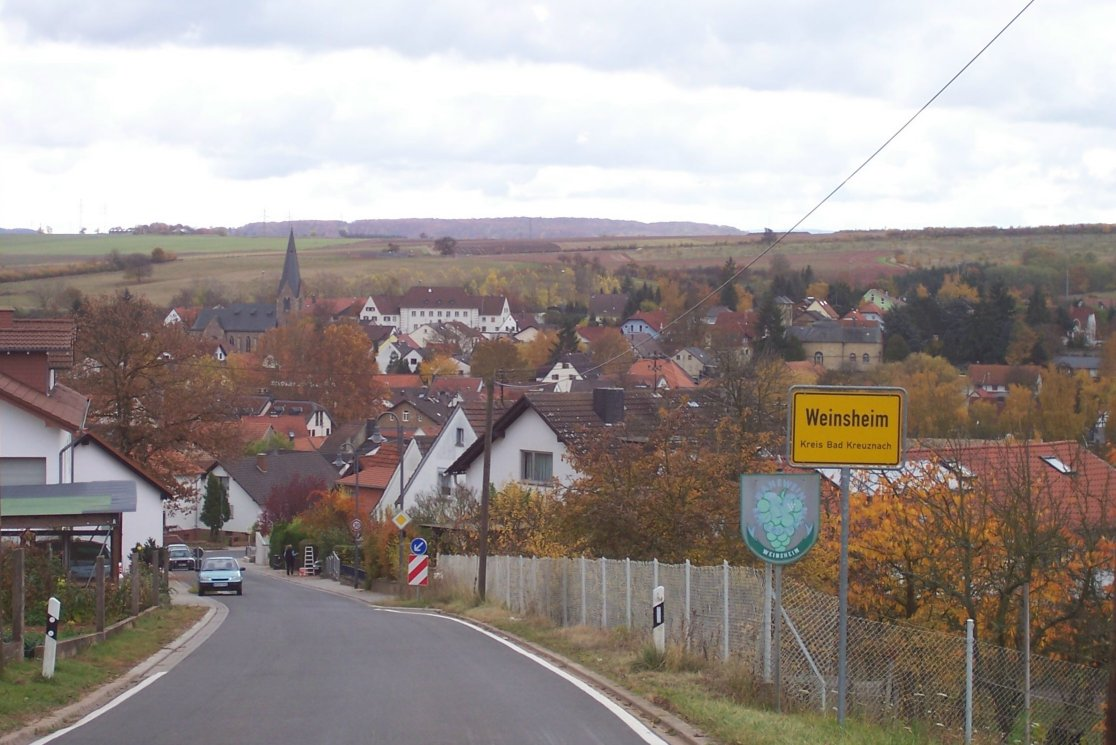
Ortsansicht

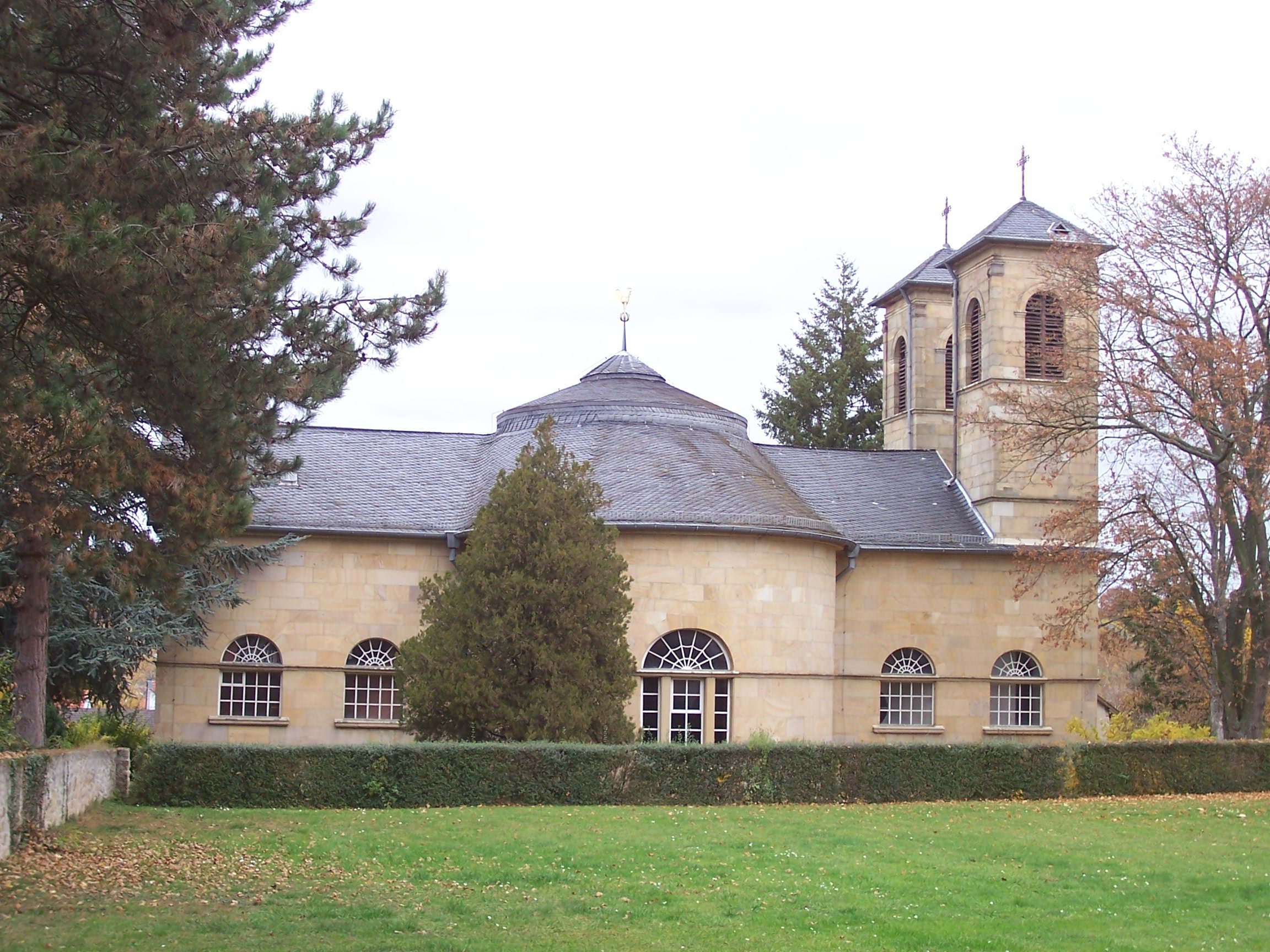
Evangelische Kirche

Weinsheim ist eine Ortsgemeinde im Landkreis Bad Kreuznach in Rheinland-Pfalz. Sie gehört der Verbandsgemeinde Rüdesheim an.

## Geographie
Weinsheim liegt im Naturpark Soonwald-Nahe westlich von Bad Kreuznach. Durch den Ort fließt der Ellerbach, ein linker Zufluss der Nahe. Zudem mündet hier der Hasselbach in den Ellerbach.
Zu Weinsheim gehören auch die Wohnplätze Ackva’s Mühle, Kapuskirch und Scholländerhof.

## Geschichte
Der Ort wurde im Jahre 770 zum ersten Mal urkundlich erwähnt als Wigmundisheim. Während der Zeit der Stammesherzogtümer gehörte Weinsheim zum Herzogtum Franken.
Im Kontext des sich zuspitzenden Kalten Krieges wurde Ende der 1950er Jahre am Rande der Gemeinde (Koordinaten= 49° 49′ 39″ N, 7° 45′ 30″ O) eines von zehn bundesdeutschen Warnämtern, das Warnamt VII, in Betrieb genommen. Diese Zivilschutzbehörde war bis in die 1990er Jahre mit der Warnung und Alarmierung der Bevölkerung vor Gefahren im Frieden und Verteidigungsfall betraut.
Bevölkerungsentwicklung
Die Entwicklung der Einwohnerzahl von Weinsheim, die Werte von 1871 bis 1987 beruhen auf Volkszählungen:
| Jahr | Einwohner |
| ---- | --------- |
| 1815 | 581       |
| 1835 | 925       |
| 1871 | 996       |
| 1905 | 1.112     |
| 1939 | 1.129     |

| Jahr | Einwohner |
| ---- | --------- |
| 1950 | 1.257     |
| 1961 | 1.362     |
| 1970 | 1.562     |
| 1987 | 1.633     |
| 1997 | 1.723     |

| Jahr | Einwohner |
| ---- | --------- |
| 2005 | 1.933     |
| 2011 | 1.854     |
| 2017 | 1.811     |
| 2023 | 1.788     |

## Politik

### Bürgermeister
Ortsbürgermeister ist Heiko Schmitt (parteilos, unterstützt von der CDU). Bei der Kommunalwahl am 26. Mai 2019 wurde er mit einem Stimmenanteil von 60,95 % gewählt und ist damit Nachfolger von Thomas Fischer (SPD), der nach zehn Jahren im Amt nicht erneut kandidiert hatte. Schmitt wurde im Juni 2024 wiedergewählt.

## Kultur und Sehenswürdigkeiten

### Bauwerke
- Altes Rathaus und Backes, Renaissancebau, bezeichnet 1576, Erdgeschoss-Umbau in der zweiten Hälfte des 18. Jahrhunderts; Gemeindebackhaus, bezeichnet 1597
- Evangelische Pfarrkirche, klassizistischer Vierkonchenbau mit Doppelturmfassade, 1823–25
- Katholische Herz-Jesu-Kirche, neugotischer Backsteinbau, 1907/08

Siehe auch: Liste der Kulturdenkmäler in Weinsheim

### Trivia
Bis in die 1990er Jahre stand in der Herz-Jesu-Kirche in Weinsheim eine Synagogenorgel, die von der Firma Wilhelm Sauer im 19. Jahrhundert gebaut wurde und heute in der Villa Seligmann in Hannover steht.

## Wirtschaft und Infrastruktur
In Weinsheim gibt es einen Kindergarten und eine Grundschule. Seit dem Bau der Ortsumgehung im Jahr 1994 verläuft im Süden die Bundesstraße 41.
Der Bahnhof Bad Kreuznach ist heute der nächstgelegene Bahnhof. Von 1895 bis 1936 besaß Weinsheim einen eigenen Bahnhof an der schmalspurigen Bahnstrecke Bad Kreuznach–Winterburg. Omnibusse und ein Lastkraftwagen lösten deren Verkehr ab.

## Persönlichkeiten
- Schnuckenack Reinhardt (* 1921 in Weinsheim; † 2006) Violinist
- Angelina Vogt (* 1994), Deutsche Weinkönigin 2019/2020